# Guillaume Wintz
Guillaume Wintz, né le 19 octobre 1824 à Cologne et mort le 23 février 1899 à Paris, est un artiste peintre allemand naturalisé français.

## Biographie
Frédéric Guillaume Wintz est le fils de Jean Théodore Wintz, blanchisseur de toile, et d'Anne Marie Klotz.
En 1844, il réalise des dessins d'architecture de sa ville natale.
Il s'inscrit en 1846 à l'Académie des beaux-arts de Düsseldorf où il est élève de Johann Wilhelm Schirmer
Il émigre en France en 1849, puis s'installe à Rémilly, pour étudier auprès du peintre Auguste Rolland.
En 1856, il épouse Anne Chapelier (1826-1875), puis s’installe à Paris. Il expose au Salon des paysages pastoraux et des peintures animalières, de 1855 à 1898.
Il demande et obtient la nationalité française.
Devenu veuf en 1875, il épouse en 1876 Marie Pauline Laffrat.
Il est membre de la Société astronomique de France.
Il meurt à son domicile de la rue de Penthièvre à l'âge de 74 ans.